# The Medicine Man
Pour plus de détails, voir Fiche technique et Distribution.
The Medicine Man est un film américain réalisé par Clifford S. Smith, sorti en 1917.

## Synopsis
Jim Walton, le shérif de la ville d'El Dorado, va aider Edith Strang, une danseuse, à faire reconnaître ses droits sur une mise abandonnée qui appartenait à ses parents.

## Fiche technique
- Titre original : The Medicine Man
- Réalisation : Clifford S. Smith
- Scénario : Alan James
- Photographie : Captain Crane
- Société de production : Triangle Film Corporation
- Société de distribution : Triangle Distributing Corporation
- Pays d’origine :  États-Unis
- Langue originale : anglais
- Format : noir et blanc — 35 mm — 1,37:1 — Film muet
- Genre : Western
- Durée : 5 bobines
- Dates de sortie :  États-Unis : 11 novembre 1917
- Licence : domaine public

## Distribution
- Roy Stewart : Jim Walton
- Ann Kroman : Edith Strang
- Percy Challenger : Seth Hopkins
- Aaron Edwards : Joe Malone
- William Fairbanks : Luther Hill
- Wilbur Higby : Doc Hamilton